# فمی اوپابونمی
فمی اوپابونمی (انگلیسی: Femi Opabunmi؛ زادهٔ ۳ مارس ۱۹۸۵) یک بازیکن فوتبال سابق اهل نیجریه است. از باشگاه‌هایی که در آن بازی کرده‌است می‌توان به گراس‌هاپر سوئیس اشاره کرد. آخرین تیم باشگاهی او شوتینگ استارز نیجریه بود. در سال ۲۰۰۸ تحت عمل جراحی چشم انجام قرار گرفت و بعد از آن دیگر فوتبال بازی نکرد.
وی همچنین سابقه‌ی عضویت در تیم ملی فوتبال نیجریه را دارد. فمی در جام جهانی فوتبال ۲۰۰۲ از بازیکنان نیجریه بود و برابر انگلستان به میدان رفت و بعد از نرمن وایتساید و ساموئل اتوئو در رتبه سوم جوانترین بازیکنانی که در تمام تاریخ جام جهانی بازی کرده‌اند جای گرفت.